# Quercianella
Quercianella is een plaats (frazione) in de Italiaanse gemeente Livorno.